# Ácido biliar
Os ácidos biliares , são ácidos esteroides encontrados predominantemente na bile dos mamíferos. Os ácidos biliares produzidos pelo fígado atuam diretamente sobre as gorduras como detergentes permitindo a ação das enzimas sobre as gorduras transformando-as em moléculas menores de ácidos graxos e colesterol. Os ácidos biliares combinados com os ácidos graxos e colesterol permitem a passagem das moléculas pequenas através das células do intestino.